# حيد جنوب شرق المحيط الهندي

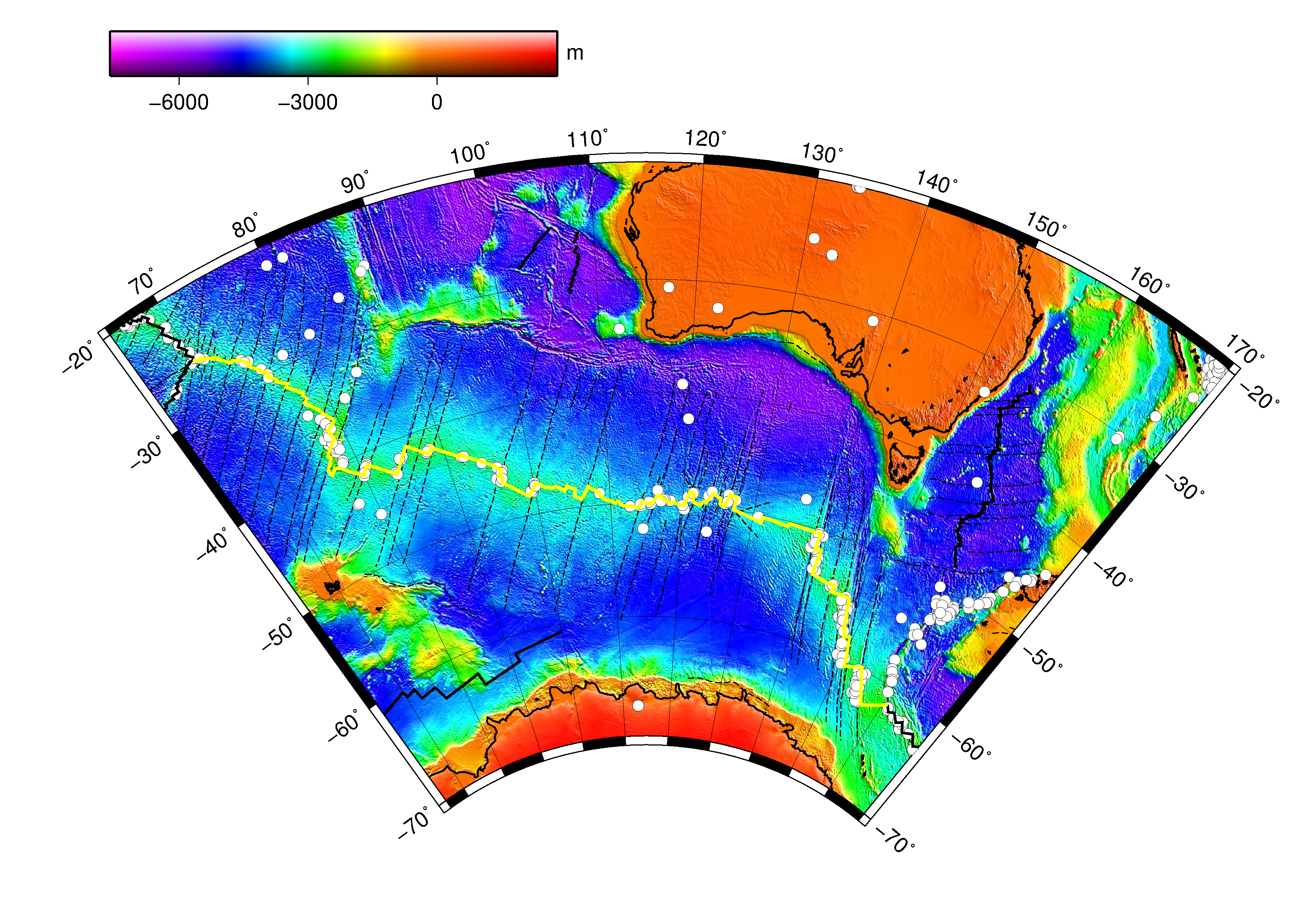
حيد جنوب شرق المحيط الهندي (الخط الأصفر)

إن حيد جنوب شرق المحيط الهندي (SEIR) هو أحد حدود الصفائح التكتونية التي تمتد على طول قاع المحيط الهندي الجنوبي. وتفصل الصفيحة الهندية-الأسترالية التي تقع في الشمال عن الصفيحة القطبية الجنوبية التي تقع في الجنوب.
يمتد حيد جنوب شرق المحيط الهندي SEIR بين النقطة الثلاثية رودريغيز التي تقع في جنوب المحيط الهندي خلال المحيط المتجمد الجنوبي الذي يقع جنوب قارة أستراليا إلى المفرق الثلاثي ماكواري الذي يقع جنوب غرب المحيط الهادئ. تمثل جزيرتا : جزيرة سان بول وجزيرة أمستردام الأجزاء العائمة من الأعراف الهندية الجنوبية الشرقية.
تقع هذا الحيد شمال حوض جنوب المحيط الهندي.